# Adrian Fulford
Sir Adrian Bruce Fulford (8 gennaio 1953) è un magistrato britannico della Corte penale internazionale.
Eletto dall'Assemblea degli Stati Parte nel gruppo degli Stati europei occidentali e altri stati (WEOG), Lista A, l'11 marzo 2003 per nove anni, Divisione Giudicante.